# 高的鯛科
高的鯛科是輻鰭魚綱海魴目的其中一科。

## 分類
高的鯛科下分4個屬，如下：

### 異海魴屬（Allocyttus）
- 福氏異海魴（Allocyttus folletti）
- 幾內亞異海魴（Allocyttus guineensis）
- 黑異海魴（Allocyttus niger）
- 異海魴（Allocyttus verrucosus）

### 新海魴屬（Neocyttus）
- 棘吻新海魴（Neocyttus acanthorhynchus）
- 赫氏新海魴（Neocyttus helgae）
- （Neocyttus psilorhynchus）
- 菱體新海魴（Neocyttus rhomboidalis）

### 仙海魴屬（Oreosoma）
- 大西洋仙海魴（Oreosoma atlanticum）

### 擬短棘海魴屬（Pseudocyttus）
- 斑點擬短棘海魴（Pseudocyttus maculatus）